# Mozolín
Mozolín je malá vesnice, část obce Koleč v okrese Kladno ve Středočeském kraji. Leží patnáct kilometrů severozápadně od Prahy. V roce 2011 zde trvale žilo 38 obyvatel.
Mozolín, stejně jako sousední osada Týnec, leží v údolí Týneckého potoka, přímo pod hradištěm Budeč a stavebně navazuje na obec Zákolany. Od roku 1855 vede okrajem Mozolína Buštěhradská dráha, úsek Staré Kladno – Kralupy nad Vltavou.

## Historie
První písemná zmínka o vesnici pochází z roku 1720, kdy byl součásti panství Koleč. Obyvatelé Mozolína se v polovině 19. století živili především prací v uhelných dolech a díky těžké mozolnaté práci byla údajně tato osada nazvána. Nicméně název Mozolín je prokazatelně starší. V matriční knize z rou 1703 je záznam o svatbě právě v Mozolíně.

## Obyvatelstvo
| Rok            | 1869 | 1880 | 1890 | 1900 | 1910 | 1921 | 1930 | 1950 | 1961 | 1970 | 1980 | 1991 | 2001 | 2011 | 2021 |
| -------------- | ---- | ---- | ---- | ---- | ---- | ---- | ---- | ---- | ---- | ---- | ---- | ---- | ---- | ---- | ---- |
| Počet obyvatel | 159  | 169  | 181  | 147  | 118  | 129  | 110  | 80   | 79   | 66   | 46   | 40   | 34   | 38   | 38   |
| Počet domů     | 21   | 21   | 22   | 22   | 22   | 21   | 21   | 22   | 22   | 21   | 16   | 23   | 21   | 21   | 21   |

## Pamětihodnosti
- Štulíkův mlýn – Mlýn ze 17. století, nejstarší stavba v Mozolíně s rybníkem, do kterého vede náhon z Týneckého potoka.
- Vila Varvažov – Původní dům krejčovského mistra Josefa Varvažovského z roku 1802 byl na přelomu 19. a 20. století přestavěn jeho vnukem Václavem Varvažovským na Vilu Varvažov. Václav Varvažovský (1861–1916) byl Císařským radou, továrníkem, dlouholetým členem sboru obecních starších a presidentem Eektrárenského podniku královského hlavního města Prahy. Jeho syn JUDr. Václav Varvažovský (1898–1944) nechal vilu v roce 1927 modernizovat do dnešní podoby.

## Galerie

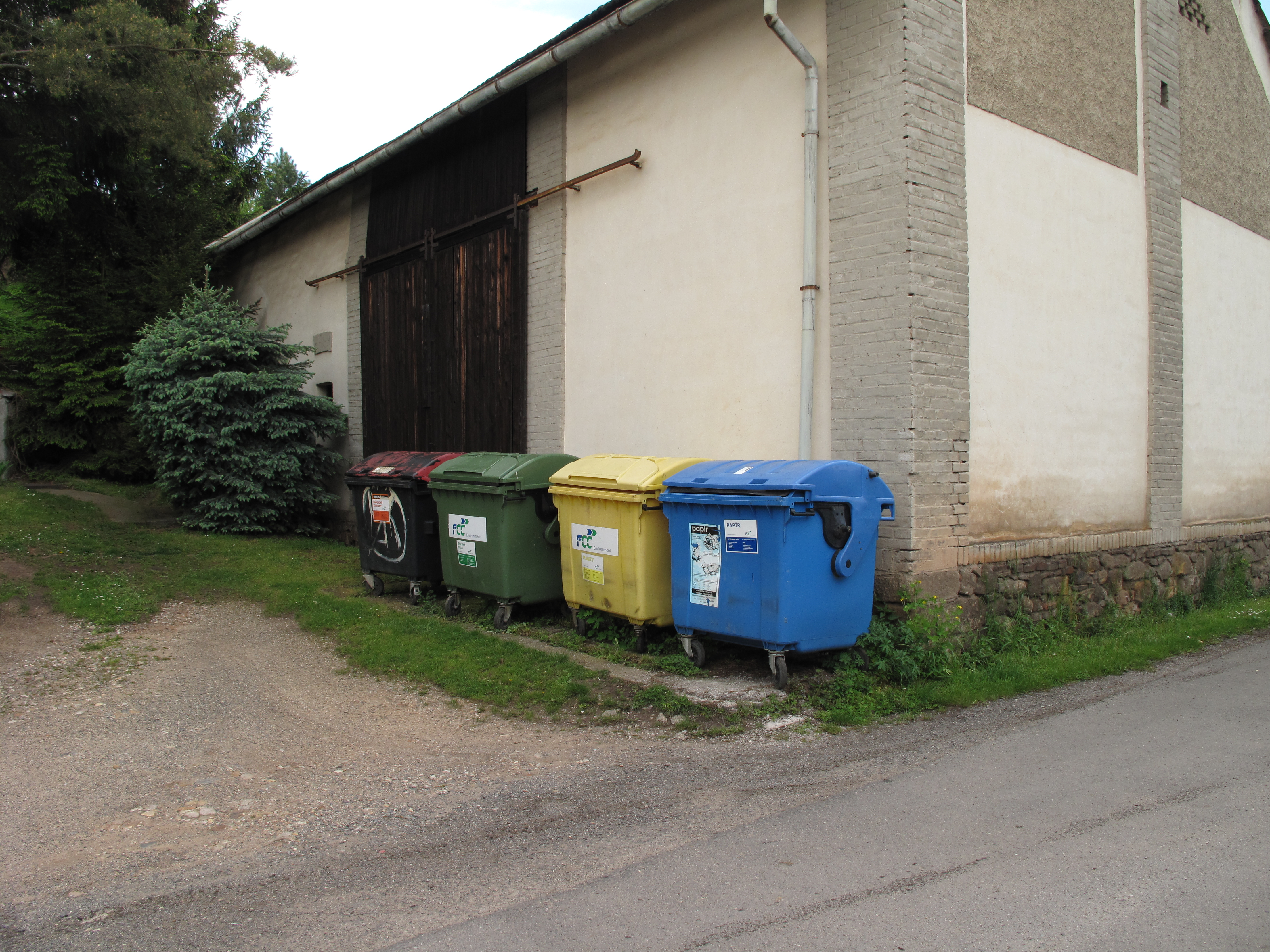
Kontejnery tříděného odpadu
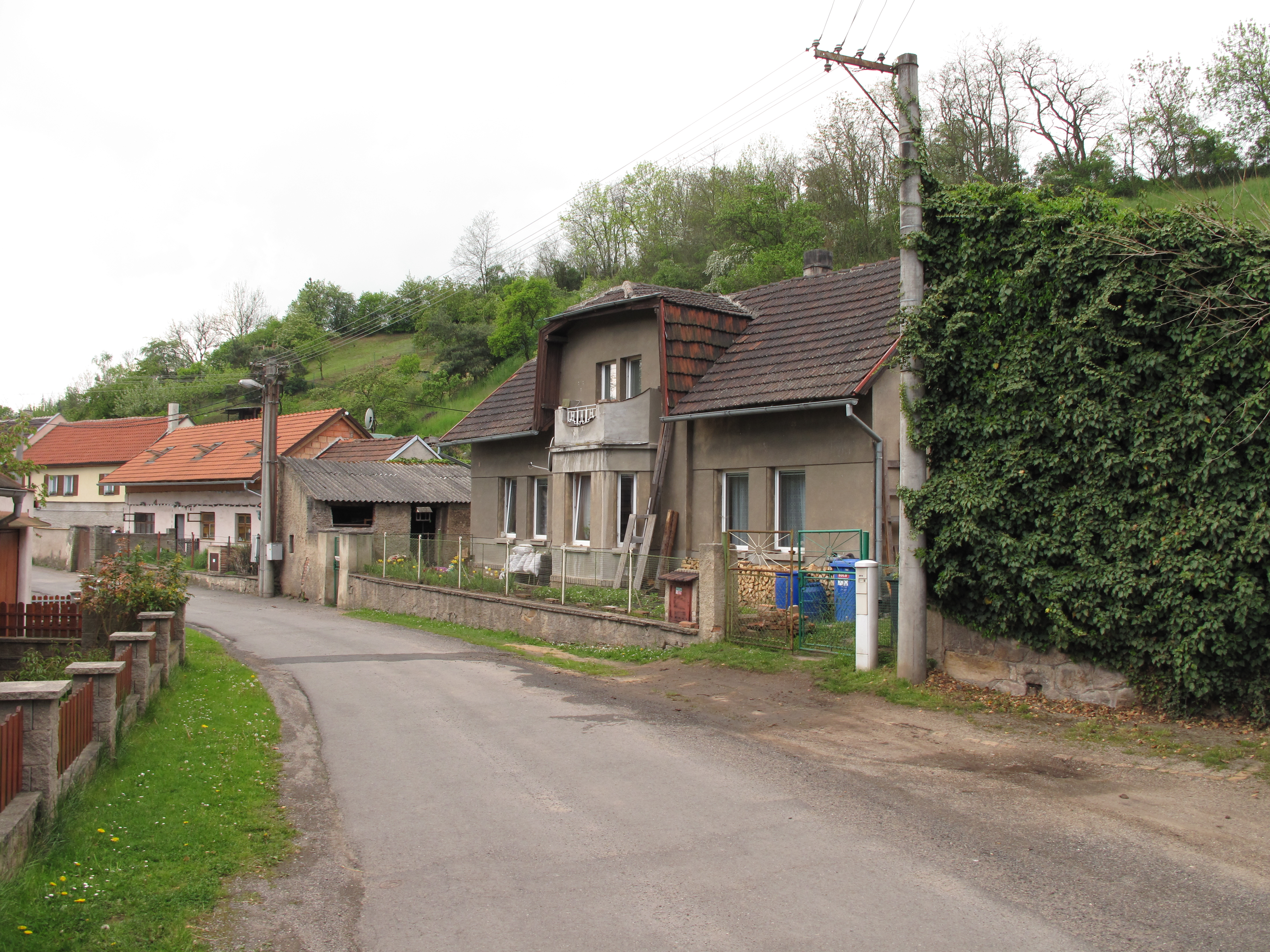
Domy
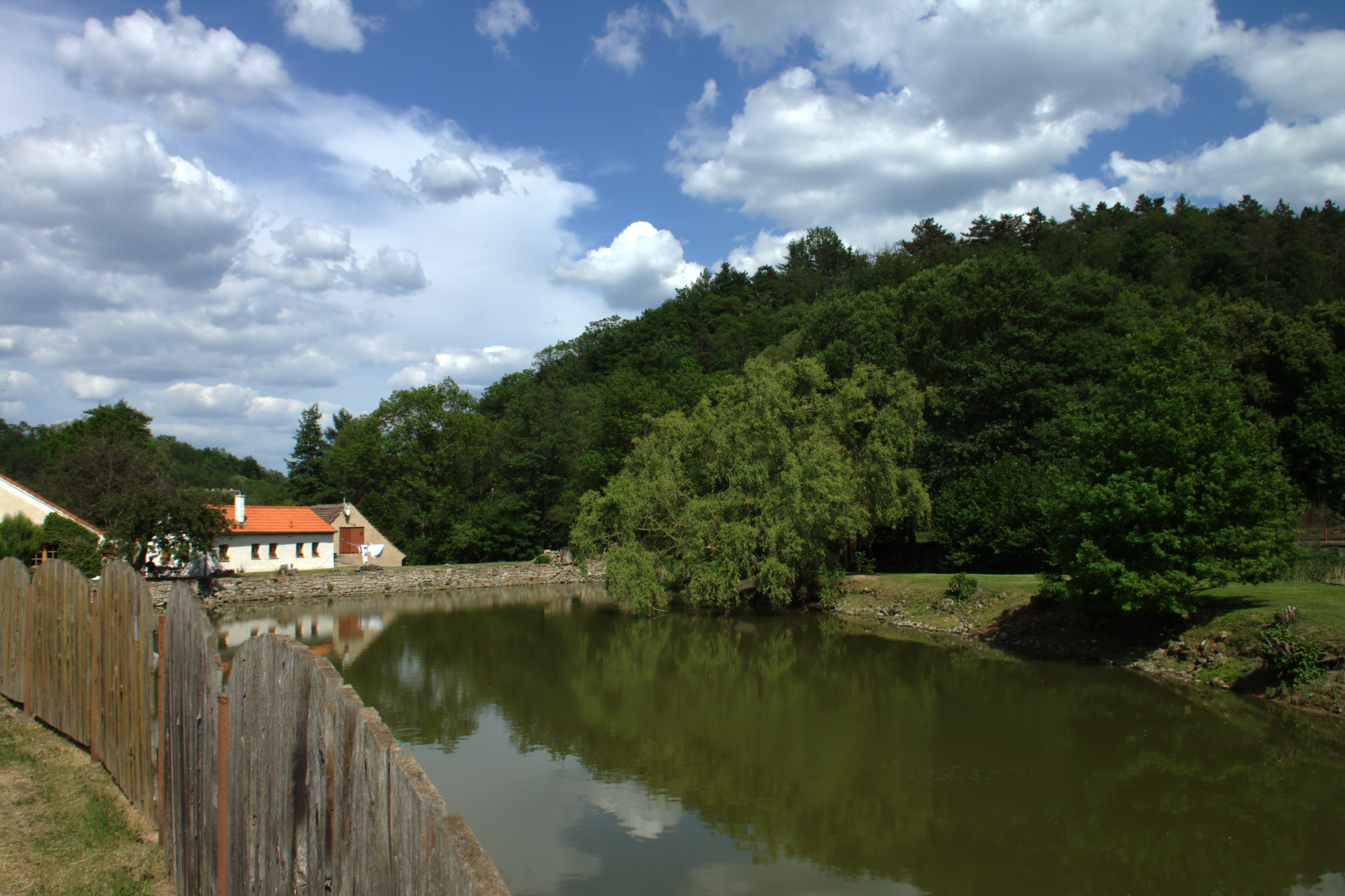
Rybník